# The yasumi jikan
The yasumi jikan (ザ・休み時間?, Za yasumi jikan, trad. Il tempo di pausa) è una serie televisiva giapponese, adattamento dell'italiana Quelli dell'intervallo.

## Personaggi
- Rika (リカ?, Rika)
- Yūta (悠太?, Yūta)
- Karen (可憐?, Karen)
- Kazuyo (数世?, Kazuyo)
- Akira (アキラ?, Akira)
- Jirō (二郎?, Jirō)